# ۶۲۷ (قمری)
۶۲۷ (قمری)، ششصد و بیست و هفتمین سال در گاهشماری هجری قمری است. اول محرم این سال برابر با نوزدهم نوامبر سال ۱۲۲۹ میلادی است.